# Лучшая
«Лу́чшая» (англ. To Be the Best) — кинофильм, экранизация одноименного произведения Барбары Брэдфорд 1988 года. Фильм выпущен в 1992 году и переиздан на DVD в 2002 году.

## Сюжет
Трилогия Барбары Тейлор Бредфорд завершается этим эпическим повествованием. Пола О’Нил враждует со своими кузенами, чтобы спасти бабушкин бизнес, и пытается сохранить свой брак.

## Актеры
- Линдси Вагнер — Пола О’Нил
- Энтони Хопкинс — Jack Figg
- Стефани Бичем — Арабелла
- Кристофер Кейзнов — Jonathan Ainsley
- Стюарт Уилсон — Jack Miller
- Джеймс Саито — Tony Chiu